# Reynaldo Bignone
Reynaldo Benito Antonio Bignone (Morón, 21 de enero de 1928-Buenos Aires, 7 de marzo de 2018) fue un militar y dictador argentino. Fue el último presidente de facto en la historia de su país entre 1982 y 1983 y el cuarto y último  de la dictadura autodenominada Proceso de Reorganización Nacional. Al momento de su muerte era el único exjefe de Estado no constitucional de su país con vida. El 10 de diciembre de 1983 entregó el mando al presidente Raúl Alfonsín, ganador de las elecciones democráticas realizadas ese mismo año, estando a cargo de la transición hacia la democracia tras la derrota argentina en la guerra de las Malvinas.
Fue condenado en seis causas por delitos de lesa humanidad cometidos durante la dictadura militar; la primera, del año 2010, a 25 años de prisión y al año siguiente otra a prisión perpetua.

## Vida personal
Bignone nació en Morón (provincia de Buenos Aires), hijo de Reynaldo René Bignone y Adelaida María Ramayón. Fue egresado del Colegio Militar como subteniente de infantería en la promoción 75. Se graduó de oficial de Estado Mayor en la Escuela Superior de Guerra y estudió en la España gobernada por Franco antes de ser nombrado jefe del Regimiento 6 de Infantería en 1964.
Se casó el 8 de enero de 1953 en Bolívar (Provincia de Buenos Aires) con Nilda Raquel Belén, que falleció el 13 de marzo de 2013.
En 1975 era coronel y estaba como director del Colegio Militar. Ascendió al generalato (grado de general de brigada) en diciembre de ese año.

## Proceso de Reorganización Nacional
En 1975 asumió el cargo de secretario general del Ejército Argentino al mismo tiempo que Jorge Rafael Videla era designado comandante general de dicha fuerza.
En diciembre de 1975 asumió como director del Colegio Militar de la Nación, a cargo del Área 480.  Desde este puesto participó activamente en el derrocamiento de María Estela Martínez de Perón.[cita requerida] Participó en las operaciones del terrorismo de Estado.
En el golpe de Estado del 24 de marzo de 1976, fue designado delegado de la Junta Militar en el Ministerio de Bienestar Social de la Nación Argentina. El 28 de marzo, estuvo a cargo de la ocupación militar del Hospital Posadas, donde luego se estableció un centro clandestino de detención en el que fueron torturados miembros del personal del hospital, algunos de los cuales fueron posteriormente víctima de desaparición forzada.
Siendo general de brigada, fue 2.º comandante y jefe de Estado Mayor del Comando de Institutos Militares desde el 6 de diciembre de 1976 hasta el 15 de diciembre de 1977. Después, ya general de división, se desempeñó como comandante de Institutos Militares desde el 9 de diciembre de 1980 hasta el 1 de diciembre de 1981. En tales cargos, fue 2.º comandante y comandante de la Zona de Defensa IV respectivamente.
En Campo de Mayo funcionó el centro clandestino de detención El Campito y además estaban bajo su dependencia otros centros clandestinos de la zona.
En 1981, tras la remoción de Jorge Rafael Videla de la presidencia, Bignone pidió su pase a retiro cuando tenía el grado de general de división.

## Presidencia (1982-1983)

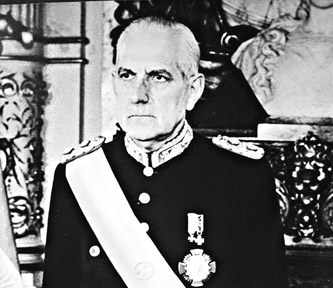
Bignone como presidente de facto.

La derrota ante el Reino Unido en la guerra de las Malvinas de 1982 sumada a las crecientes dificultades económicas provocó una crisis política y la renuncia del presidente (de facto) Leopoldo Fortunato Galtieri. Su distanciamiento con las cúpulas militares de los Gobiernos de Viola y Galtieri lo hizo un candidato ideal para asumir la presidencia el 1.º de julio de 1982, tras la decisión del Ejército de responsabilizarse de la conducción política; el conflicto con los titulares de las dos fuerzas restantes, Jorge Isaac Anaya y Basilio Lami Dozo —que habían tomado la decisión de retirarse de la Junta Militar— imponía una renovación, y para ello los militares —en especial el nuevo jefe del Ejército Cristino Nicolaides— eligieron al general Bignone.
El coronel Bernardo José Menéndez dijo que la designación de Bignone devenía de una decisión cuyo objetivo fue restringir el número de retiros de militares porque «[Bignone] era una persona que no representaba el sentir del Ejército».

#### Principales medidas
Durante su presidencia, el ministro de Economía, José Dagnino Pastore, declaró el «estado de emergencia» frente a los cierres de fábricas, la inflación —que superaría el 200 % en el año— y la constante devaluación del peso. 
El 13 de septiembre de 1982, el ministro de Economía Jorge Wehbe lanzó un «control de precios» que «puso bajo control del Gobierno los productos de 675 empresas», debido a «la necesidad de “resguardar el salario real,” amenazado por una “estructura industrial monopólica”». En noviembre de 1982 el titular del Banco Central, Julio González del Solar, dispone la estatización de la deuda de empresas privadas mediante la circular 251.
En 1982, mediante un decreto, aprobó la delimitación internacional de los límites entre la Argentina y el Paraguay, de acuerdo a los borradores realizados por la Entidad Binacional Yacyretá (EBY), organismo creado para planear y ejecutar la obra de la represa hidroeléctrica, por la que los brazos norte y sur del río Paraná que rodean la isla argentina Apipé pasaron a ser de jurisdicción paraguaya.
El 13 de septiembre de 1983 Bignone promulgó el decreto ley 22 909, conocida como la «Ley de Vacunación Obligatoria», que creaba el calendario oficial de vacunación obligatoria.

#### Transición a la democracia
Pese a la intención del comandante en jefe del Ejército Cristino Nicolaides de demorar lo máximo posible la entrega del poder, Bignone anunció desde su primer discurso público que su intención era convocar las elecciones el 30 de enero de 1984.
Las presiones políticas se incrementaron: una «junta multisectorial» fundada por Ricardo Balbín y de la que formaba parte Raúl Alfonsín, intentaba lograr una entrega anticipada e incondicional del poder; las organizaciones de derechos humanos intensificaban la campaña para el esclarecimiento del paradero de los desaparecidos y llegaban por vía diplomática reclamos de otros países por desaparecidos extranjeros. El 16 de diciembre de 1982 una manifestación masiva, convocada por la «junta multisectorial», fue víctima de represión policial, lo que produjo la muerte de un manifestante.
El exfiscal Luis Moreno Ocampo afirmó que Bignone intentó condicionar el traspaso del poder con una serie de puntos que quiso imponer a los políticos por aquel entonces agrupados en la Multipartidaria: la no investigación de ilícitos figuró, junto a la no revisión de lo actuado en la lucha antiterrorista, como un pacto en ciernes que luego no cuajó.
Al mismo tiempo, los cuestionamientos de la Armada y la Fuerza Aérea, al mando respectivamente del almirante Rubén Franco y el brigadier general Augusto Hughes, llevaron al Ejército a nombrar al teniente general (R) Benjamín Rattenbach para investigar las responsabilidades de la anterior Junta Militar de Gobierno durante la guerra de las Malvinas.

#### Autoamnistía y Documento Final
El 28 de abril de 1983, tras haberse fijado para el mes de octubre la fecha de las elecciones, Bignone dictó el decreto confidencial 2726/83, ordenando la destrucción de la documentación existente sobre la detención, tortura y asesinato de los desaparecidos y la emisión del Documento Final de la Junta Militar sobre la Guerra contra la Subversión y el Terrorismo, que entre sus conceptos afirmaba:

Se habla asimismo de personas «desaparecidas» que se encontrarían detenidas por el gobierno argentino en los más ignotos lugares del país. Todo esto no es sino una falsedad utilizada con fines políticos ya que en la República no existen lugares secretos de detención, ni hay en los establecimientos carcelarios personas detenidas clandestinamente.
En consecuencia debe quedar definitivamente claro que quienes figuran en nóminas de desaparecidos y que no se encuentran exiliados o en la clandestinidad, a los efectos jurídicos y administrativos se consideran muertos, aun cuando no pueda precisarse hasta el momento la causa y oportunidad del eventual deceso, ni la ubicación de sus sepulturas…

El 23 de septiembre el gobierno dictó la ley 22 924, llamada de «Amnistía», «de Autoamnistía» o de «Pacificación Nacional» para los miembros de las Fuerzas Armadas sobre todos los actos cometidos en la «guerra contra la subversión»; más adelante, ya en democracia, la misma fue declarada nula por el Congreso. Por otra parte, la pérdida de los registros militares sobre la represión privó de información valiosa, aunque algunos archivos parciales fueron encontrados.

### Traspaso del mando
El 12 de julio de 1983, Bignone y su ministro del Interior Llamil Reston promulgaron el decreto-ley 22 847, que convocaba a elecciones presidenciales, legislativas, y provinciales para el domingo 30 de octubre de 1983. La fecha originalmente barajada para el traspaso de mando era el 25 de mayo de 1984, más de siete meses después de los comicios, con el objetivo de negociar con el presidente electo y asegurar la inmunidad judicial para la cúpula militar por los crímenes de lesa humanidad cometidos durante la dictadura. Finalmente, la imposibilidad en la práctica de que este plazo, demasiado largo, entre la elección y la jura de las autoridades electas llevó a que la ley fijara el 30 de enero de 1984 como fecha para su salida del poder. El día antes de las elecciones, Bignone emitió un mensaje en Cadena Nacional, afirmando que:

Las elecciones generales que se llevarán a cabo en pocas horas más entrañan un verdadero desafío cívico que la Historia nos plantea a todos los argentinos. Que las raíces de la democracia sean cada vez más sólidas y profundas en nuestra sociedad" y afirmó que los comicios se realizarían alejadas de "toda sospecha de parcialidad o favoritismo hacia los protagonistas de nuestro futuro institucional, los partidos políticos".

En los comicios triunfó Raúl Alfonsín, candidato de la Unión Cívica Radical, con el 51,75 % de los votos. Para entonces, el gobierno militar sufría un masivo desprestigio público y la situación económica había descalabrado visiblemente, con una deuda externa de 45 000 millones de dólares y reservas insuficientes en el Banco Central para sustentarla. En este contexto, se consideraba poco probable que el gobierno militar lograra llegar a la fecha estipulada en enero. Tras ponerse al corriente de la situación económica que su gobierno heredaría, Alfonsín exigió al régimen de Bignone que adelantara la entrega de mando. El gobierno de facto no puso reparos y el 16 de noviembre promulgó la ley 22.972 que modificaba la anterior ley electoral y fijaba el 10 de diciembre de 1983 como fecha del traspaso, escogida por el propio Alfonsín por ser el Día Internacional de los Derechos Humanos.
La ceremonia de traspaso de mando tuvo lugar al mediodía del mencionado día en la Casa Rosada. Bignone hizo entrega a Alfonsín de los atributos de la presidencia: el bastón de mando y la banda presidencial. Culminada la ceremonia, el dictador se retiró de la Casa Rosada por la entrada trasera y vestido de civil, con el objetivo de evadir a los manifestantes que se agolpaban en la Plaza de Mayo.

## Causas en su contra
Luego de que entregó el poder, Bignone fue imputado en varias causas por los delitos cometidos durante la dictadura. En principio, no estuvo incluido en el Juicio a las Juntas en el que se resolvió la responsabilidad de los integrantes de las primeras juntas militares. Luego, se le inició proceso por secuestros, torturas y asesinatos cometidos durante su comandancia del campo de concentración de Campo de Mayo pero antes de dictarse condena fue liberado debido a las leyes de Punto Final y Obediencia Debida en 1986. También, fue juzgado por la destrucción de documentos de la represión antes de terminar su último gobierno de facto, permaneció detenido desde julio de 1989 hasta que fue indultado por el presidente Carlos Menem en octubre de ese año.
En 1999, tras la reapertura de las causas por secuestro de menores, Bignone fue puesto de nuevo a disposición de la justicia. Hasta agosto de 2016 fue sentenciado en siete oportunidades por delitos de lesa humanidad: a 25 años de prisión en 2010; a reclusión perpetua en 2011; a 15 años en 2011; a 15 años en 2012; a reclusión perpetua en 2013; a 23 años en 2014 y a 20 años en 2016.

### Causas en tribunales civiles

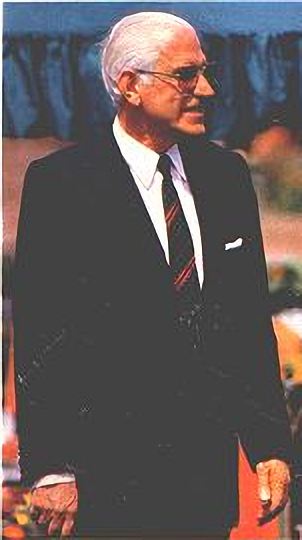
El presidente (de facto) de Argentina, Reynaldo Bignone, en Nueva Delhi. (18/03/1983)

#### Desaparición de dos soldados y un químico
En 1984, un juez federal imputó a Bignone por la desaparición de Alfredo Antonio Giorgi, un técnico del Instituto Nacional de Tecnología Industrial, que fue secuestrado en su lugar de trabajo en 1978; y de dos soldados conscriptos secuestrados en 1976 en el Colegio Militar de la Nación. En el primer caso se le adjudicó la autoría por ser quien se encontraba encargado del Grupo de Tareas 1 (GT1) en 1978, y en el segundo por ser el encargado del Colegio Militar de la Nación.
Después de que Bignone no se hubiera presentado a declarar en dos ocasiones, el juez ordenó su detención en los cuarteles del I Cuerpo de Ejército en Campo de Mayo, y lo procesó por los tres delitos. Cinco meses después, la Corte Suprema trasladó la causa por los dos conscriptos al fuero militar, por reclamo de Bignone.
En esta causa se conocieron, por primera vez, las órdenes escritas emanadas de los altos mandos militares, para la represión en el marco del sistema de terrorismo de Estado.
Con la aprobación y la reglamentación por parte de Raúl Alfonsín de las leyes de Punto Final y de Obediencia Debida, conocidas como las Leyes de Impunidad, el proceso judicial en contra de Bignone fue cancelado antes de que se dicte una sentencia.

#### Destrucción de documentos
Bignone fue imputado y encontrado culpable de «destrucción de documentos» debido a su decreto confidencial 2726/83 en el que ordenaba la destrucción de toda la documentación sobre los detenidos y desaparecidos.
En 1989, el entonces presidente Carlos Saúl Menem dicta 4 decretos en donde se indulta a todos los jefes militares procesados que no habían sido beneficiados por las leyes de Punto Final y Obediencia Debida. Incluyendo en estos a Bignone en la causa por destrucción de documentos.

#### Plan sistemático de apropiación de niños
El 30 de octubre de 1996, las Abuelas de Plaza de Mayo Estela de Carlotto, María Isabel Chorobik de Mariani, Cecilia Fernández de Viñas, Elsa Pavón, Rosa Roisinblit y Rosaria Ysabella Valenzi,  presentaron una denuncia contra Eduardo Albano Harguindeguy, Carlos Suárez Mason, Cristino Nicolaides, Rubén Oscar Franco y Reynaldo Bignone, quienes no habían sido imputado en la Causa 13, por la apropiación de sus nietos como parte de un plan sistemático. Esta denuncia dio inicio a la causa que se conoce como «plan sistemático de apropiación de niños». Después se ampliaría la denuncia para comprender también a algunos de los militares que habían sido juzgados en la Causa 13, como Jorge Rafael Videla y Emilio Eduardo Massera, así como a otros que no habían sido señalados en el escrito inicial, como Santiago Omar Riveros, Jorge Eduardo Acosta y Héctor Febres, entre otros. La causa quedó radicada en el Juzgado Criminal y Correccional N.º 7, a cargo del juez Adolfo Bagnasco.
La causa en un principio fue cuestionada porque supuestamente estaría volviendo a juzgar delitos condenados en el Juicio a las Juntas. Sin embargo, tanto la Cámara Federal como la Corte Suprema determinaron que esto no era así porque no se les imputaba genéricamente el haber urdido un plan de apropiación de niños, sino que se les endilgaban apropiaciones de niños concretas, para lo cual aquel plan habría sido un medio. Asimismo, ambas cortes afirmaron que estos crímenes no se encontraban amparados en las leyes de impunidad por tratarse de un delito que seguía en curso porque los niños y niñas continuaban secuestrados.
Por esto, recién luego de dos años se dieron las primeras declaraciones indagatorias y se confirmaron los procesamientos por las apropiaciones de 34 niños y niñas. En 1999, Bignone fue detenido por esta causa y el juez le otorgó el beneficio de la prisión domiciliaria alegando la elevada edad del acusado, 71 años.
En agosto del 2000, la Corte Suprema también determinó que el juicio debía realizarse en los juzgados civiles y no en los juzgados militares, donde los imputados reclamaban que se realice. En 2007 las causas fueron elevadas a juicio en el contexto de los juicios por delitos de lesa humanidad.

### Causas en tribunales militares

#### Desaparición de tres soldados
En 1984, Bignone había sido imputado por las desapariciones de los soldados consciptos Daniel García, Pablo Steinberg y Mario Molfino del Colegio Militar de la Nación en 1976. Por el reclamo del propio exdictador, fue juzgado en el fuero militar, a cargo del Consejo Supremo de las Fuerzas Armadas, máximo tribunal de este fuero.
Los conscriptos fueron secuestrados, vendados y esposados trasladados a «El Campito» y torturados. Luego, de varios días, otros detenidos que se encontraban junto a los que desaparecieron, fueron liberados en el despacho de Bignone, en ese momento a cargo del Colegio Militar y del centro clandestino de detención, quien les pidió disculpas por haber sido «erróneamente torturados» y los licenció hasta la baja. El propio Bignone admitió ante terceras personas que la desaparición de dichos soldados fue debida a un error de información y afirmó que «en toda guerra siempre hay víctimas inocentes».
Cinco meses después, el Consejo Supremo de las Fuerzas Armadas sobreseyó a todos los implicados en los secuestros.

### Juicios por delitos de lesa humanidad
En agosto de 2003, se promulgó la ley 25 779, que anula las leyes de Punto Final y de Obediencia Debida, y un fallo de la Corte Suprema de Justicia, que declara la invalidez e inconstitucionalidad de ambas leyes, por lo que se habilitó el avance de las causas judiciales por los delitos cometidos durante la dictadura militar. Además, la Corte Suprema de Justicia declaró inconstitucionales los indultos concedidos por el expresidente Carlos Menem, lo cual quitó la última traba legal a la realización de los juicios. En esta nueva etapa histórica, producto de los procesos de Memoria, Verdad y Justicia, las causas fueron encuadradas en el marco de las violaciones a los derechos humanos, por lo que se subrayó su imprescriptibilidad y la imposibilidad de ser indultado.

#### Condena por Campo de Mayo II
La Megacausa Campo de Mayo es el caso que agrupa a todos los delitos de lesa humanidad cometidos en el el centro clandestino de detención de Campo de Mayo. Debido a la cantidad de delitos, la Megacausa se dividió en varios juicios.
En el segundo juicio de la Megacausa, los jueces confirmaron que Bignone fue el segundo responsable de todos los hechos acaecidos en su jurisdicción –Zona IV- y de lo que sucedió dentro del Comando durante el año 1977. En la condena, en abril de 2010, se lo halló coautor penalmente responsable de 11 casos de allanamiento ilegal; 6 casos de robo agravado; 15 casos de privación ilegítima de la libertad; y 29 casos de imposición de tormentos a cumplir en una cárcel común.
En su defensa Bignone empleó expresiones equiparables a otras emitidas por sectores partidarios de la última dictadura militar argentina:

Treinta y cinco años más tarde, quienes se atribuyen ser herederos de los principios y doctrinas se arrogan el derecho de pretender hacer justicia vulnerando los más claros postulados de la justicia penal para juzgar y condenar a quienes nos tocó cumplir con aquellos claros propósitos.
Reynaldo Bignone

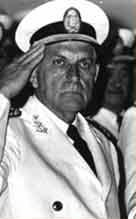
Bignone con uniforme militar.

También justificó la represión ilegal contra las organizaciones guerrilleras izquierdistas durante el terrorismo de Estado», afirmando entre otras cosas que:

La lucha contra el terrorismo en los sesenta y en los setenta se trató de una guerra contra integrantes de grupos subversivos que no eran ni demasiado jóvenes ni idealistas, [...] su ideal era la toma del poder por la fuerza subversiva.
Reynaldo Bignone

Se nos tilda de genocidas y represores. Lo de genocida no resiste el menor análisis, lo ocurrido en nuestro país no se adapta a lo más mínimo al concepto internacional de genocidio. [...] Acá no hubo más de 8000 desaparecidos, cifra que no es superior a las cifras de la inseguridad actual.

Se machaca con que hay 30 000 desaparecidos. Jamás se mostró la veracidad de esta cifra. No niego que la desaparición de personas sea delito en paz; en tiempos de guerra tiene otra clasificación. Nunca se demostró que en diez años de guerra fueron más de ocho mil. Se baraja la cifra de bebés desaparecidos; resulta sensible e impactante. Pero de esas desapariciones ninguna figura el poder militar. En todos los casos son dichos por terceros.

#### Condena por Hospital Posadas

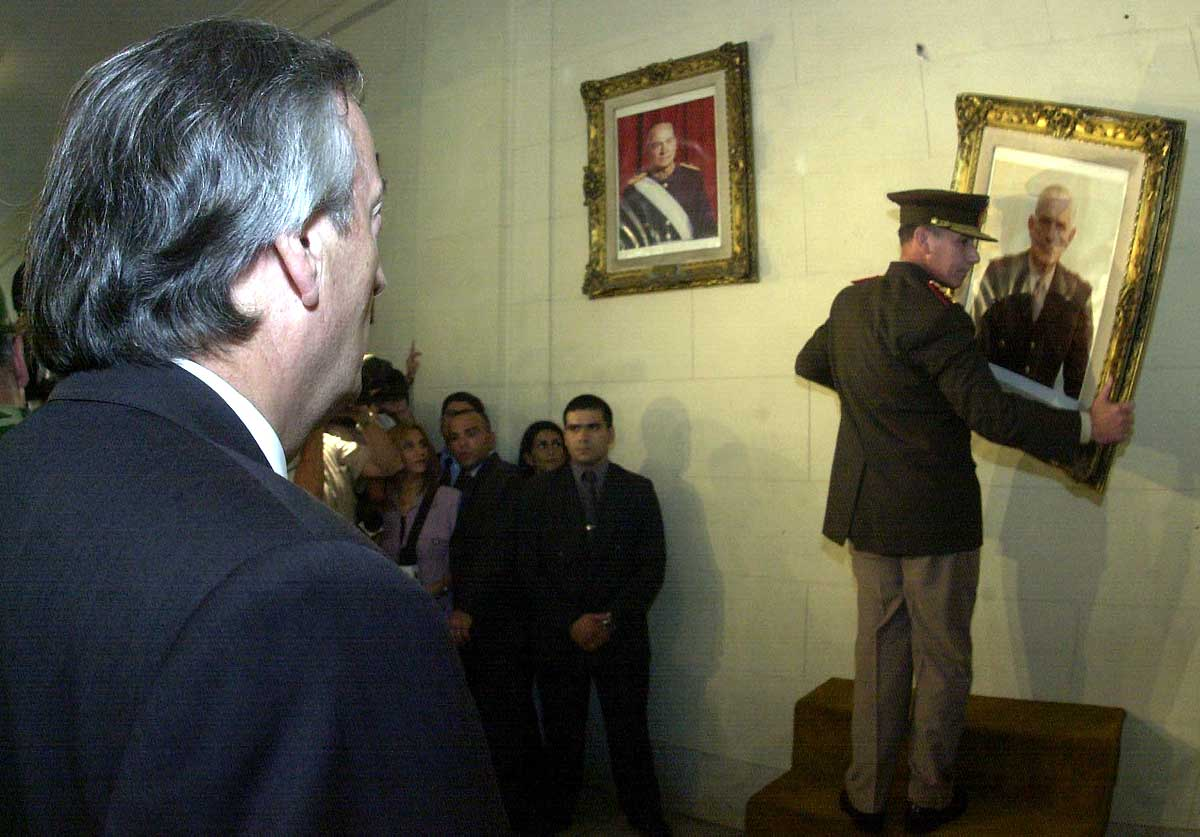
En el mes de marzo de 2004, cuando se cumplían 28 años del golpe de Estado de 1976, el entonces presidente Néstor Kirchner observaba al general Roberto Bendini retirar el retrato de Bignone en el Colegio Militar de la Nación.

En enero de 2009 se anunció el inicio de un juicio oral en su contra, por el secuestro, tortura y desaparición de empleados del Hospital Posadas, situado en El Palomar, Buenos Aires.
El juicio comenzó en octubre de 2011 por diversas demoras. Se juzgaron los crímenes cometidos en el centro clandestino de detención denominado «El Chalet», ubicado dentro del predio del hospital.
En el juicio se condenó a Bignone a 15 años de prisión e inhabilitación especial por doble tiempo de la condena por privación ilegal de la libertad cometido por funcionario público con abuso de sus funciones o sin las formalidades prescritas por la ley, agravado por el uso de violencia o amenazas, reiterado en quince (15) oportunidades.
La condena quedó firme el 21 de agosto de 2013 cuando la Corte Suprema rechazó el último recurso que le quedaba a la defensa.

#### Condena por Campo de Mayo III
En el tercer juicio por los delitos cometidos en «El Campito», en mayo de 2011, el Tribunal Oral Criminal Federal de San Martín condenó a Luis Patti, Santiago Omar Riveros, Martín Rodríguez y a Bignone, a prisión perpetua. Fue encontrado culpable de la privación ilegal de la libertad de Gastón Roberto Gonçalves, ocurrida el día 24 de marzo de 1976, cuyo cuerpo sin vida fue hallado carbonizado pocos días después. También por la privación ilegal de la libertad de Diego Muñiz Barreto y Juan José Fernández; ocurridas el 16 de febrero de 1977. Posteriormente, el cuerpo de Muñiz Barreto habría sido encontrado sin vida en el interior de un automóvil, mientras que Fernández habría logrado escapar de su cautiverio. Por último, por la privación ilegal de la libertad de Carlos Daniel Souto, Guillermo David y Luis Rodolfo D'Amico, en agosto de 1976, y la privación ilegal de la libertad en abril de 1976 de Osvaldo Tomás Ariosti, quien luego de ser trasladado a la cárcel de Devoto y posteriormente a la Unidad 9 de La Plata antes de ser liberado en 1978.

#### Condena por Plan Sistemático de apropiación de menores
En 2011, en el marco de los juicios por delitos de lesa humanidad comenzó el juicio oral y público proveniente de la investigación que comenzó en 1996 y la causa que se elevó a juicio en 2007. Junto a Bignone, también fueron imputados Jorge Rafael Videla como comandante en jefe del Ejército hasta el 31 de julio de 1978; Santiago Omar Riveros como comandante de Institutos Militares, con intervención sobre de Campo de Mayo; Antonio Vañek y Jorge Eduardo Acosta por los nacimientos ocurridos en la ESMA y Rubén Oscar Franco. Se agregaron al juicio imputaciones contra algunos apropiadores, que habían sido instruidas en procesos separados: Juan Antonio Azic, por la apropiación de Victoria Donda Pérez; Víctor Alejandro Gallo e Inés Susana Colombo, por la apropiación de Francisco Madariaga Quintela; el médico Jorge Luis Magnacco, por su intervención en el caso de Javier Gonzalo Penino Viñas; y Eduardo Ruffo, por su intervención en el caso de Simón Gatti Méndez. En el juicio declararon más de 200 testigos, y 20 de ellos fueron nietos restituidos.
El 5 de julio de 2012, el Tribunal dictó su veredicto, condenando a todos los imputados, excepto a Rubén Oscar Franco y Eduardo Ruffo. Bignone fue considerado partícipe necesario los 31 casos de retención y ocultación de niños y fue condenado a 15 años de prisión e inhabilitación absoluta por el mismo tiempo de duración la condena.
Entre los casos por lo que fue condenado se encuentran Macarena Gelman, Hilda Victoria Montenegro, Victoria Donda, Juan Cabandié y Guido Carlotto.

#### Condena por Campo de Mayo IV
El 12 de marzo de 2013, el Tribunal Oral Federal 1 de San Martín, halló responsable de la comisión de crímenes de lesa humanidad al otrora último dictador de la República de Argentina, general Bignone, por los casos de Campo de Mayo (secuestros, tormentos y desapariciones producidas en el centro clandestino de detención que funcionó durante la dictadura en el mayor cuartel militar del país), condenándolo a cadena perpetua.

#### Condena por Plan Cóndor
En marzo de 2013 se inició el juicio por el Plan Cóndor. El llamado Plan Cóndor fue la coordinación represiva de las fuerzas armadas de Argentina, Brasil, Bolivia, Chile, Paraguay, Perú y Uruguay. En el juicio se tratan en forma paralela, tres causas sobre el Plan Cóndor y una sobre el centro clandestino de detención Automotores Orletti. En las causas sobre el Plan Cóndor fueron juzgados por 106 casos, donde la mayoría de las víctimas eran uruguayos, pero también hay paraguayos y chilenos, en la de Orletti se los juzgó por otras 67 víctimas. Entre los represores sentados en el banquillo se encontraban, además de Bignone, Jorge Rafael Videla, Cristino Nicolaides, Luciano Benjamín Menéndez, Albano Harguindeguy, Antonio Domingo Bussi, Santiago Omar Riveros, Jorge Olivera Róvere, Bernardo José Menéndez, Hugo Pascarelli, Eugenio Guañabens Perelló, Ernesto Alais, Antonio Vañek, Carlos Landoni, Juan Pablo Saá, Ramón Genaro Díaz Bessone, Carlos Tragant, Eduardo De Lío y Carlos Caggiano Tedesco.
En mayo de 2016, Bignone fue encontrado autor responsable del delito de asociación ilícita en el marco del denominado “Plan Cóndor” y autor mediato de privación ilegítima de la libertad cometida por funcionario público con abuso de sus funciones o sin las formalidades prescriptas por la ley, por lo que fue condenado a 20 años de prisión e inhabilitación especial por el doble de tiempo de la condena.